# Steirodon sandrae
Steirodon sandrae är en insektsart som beskrevs av Emsley 1970. Steirodon sandrae ingår i släktet Steirodon och familjen vårtbitare. Inga underarter finns listade i Catalogue of Life.